# Hamonia reunionensis
Hamonia reunionensis är en stekelart som beskrevs av Jean Risbec 1957. Hamonia reunionensis ingår i släktet Hamonia och familjen finglanssteklar. Inga underarter finns listade i Catalogue of Life.